# Том Толберт
Том Толберт (англ. Tom Tolbert, нар. 16 жовтня 1965, Лонг-Біч) — американський професіональний баскетболіст, що грав на позиції важкого форварда за низку команд НБА.

## Ігрова кар'єра
Починав грати у баскетбол у команді старшої школи Artesia (Лейквуд). На університетському рівні протягом 1983–1988 років встиг пограти за Університет Каліфорнії в Ірвайні, Серрітос та Університет Аризони. 
1988 року був обраний у другому раунді драфту НБА під загальним 34-м номером командою «Шарлотт Горнетс». Того ж року попрямував до Іспанії, де відіграв сезон за команду «1939 Канаріас».
1989 року поновив виступи в НБА, приєднавшись до «Голден-Стейт Ворріорс», де провів наступні 3 сезони своєї кар'єри.
Згодом відіграв по одному сезону за «Орландо Меджик», «Лос-Анджелес Кліпперс» та «Шарлотт Горнетс». Завершив професійну ігрову кар'єру виступами за останню команду 1995 року.

## Подальше життя
З 1996 року почав працювати у Каліфорнії на місцевому радіо як ведучий аналітичних програм, присвячених баскетболу.
Паралельно почав залучатися до коментування матчів НБА на телевізійних каналах NBC, ESPN та ABC.